# Repostería

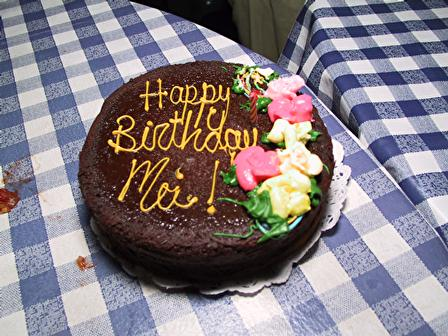
Tarta de cumpleaños decorada.

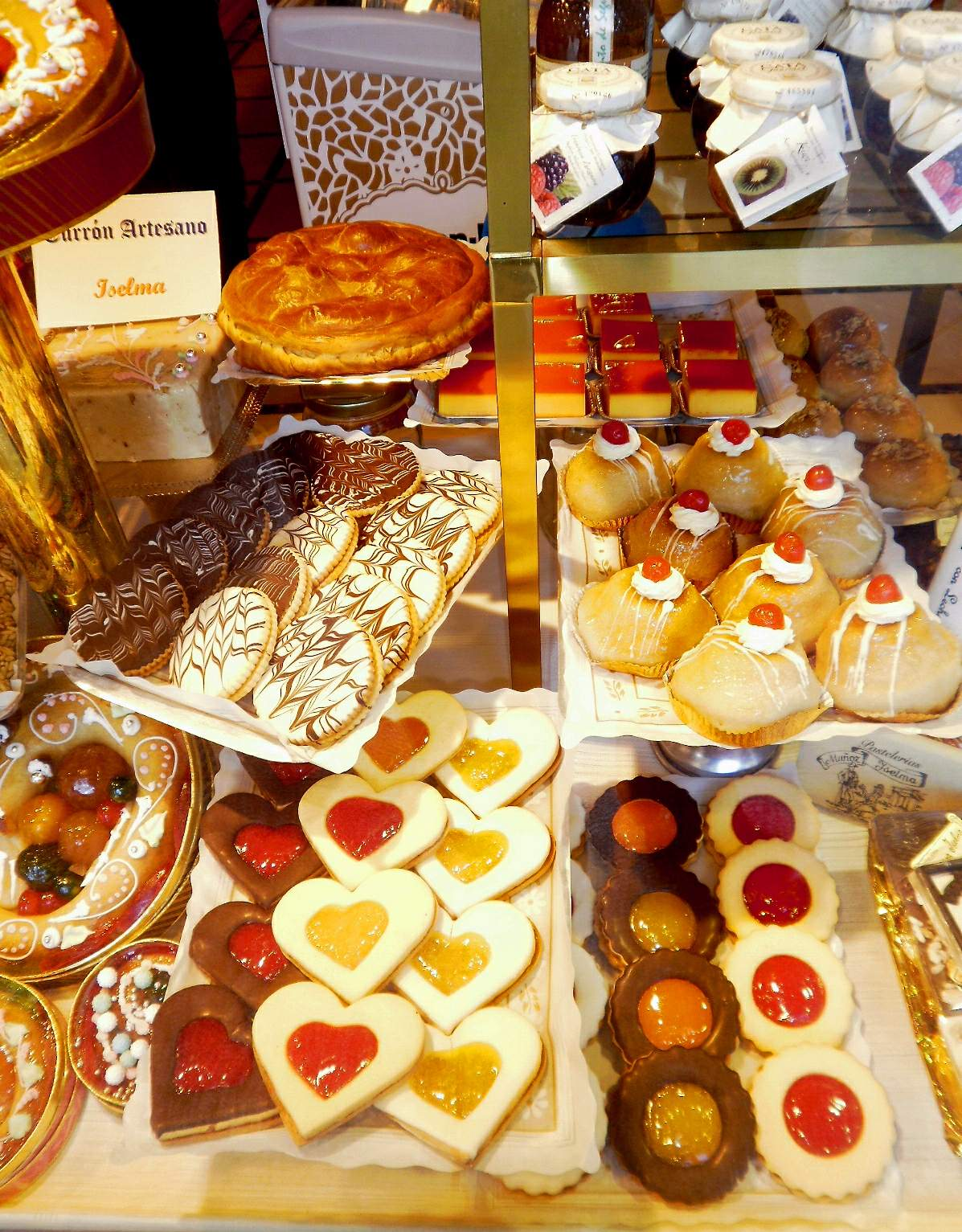
Diferentes tipos de postres.

La repostería, confitería o pastelería es el arte de preparar o decorar pasteles u otros postres. El término repostería es el que se utiliza para denominar al tipo de gastronomía que se basa en la preparación, y decoración de platos dulces tales como pies, tartas, pasteles, galletas, budines, etc.

## Orígenes
Los persas parecen haber sido los primeros en perfeccionar la fabricación de azúcar sólido en pan en el V.
En la antigüedad, el dulzor sólo se conocía a través de los ingredientes básicos de los alimentos y principalmente la miel. La miel se prestaba a una amplia gama de usos culinarios y se utilizaba, en particular, para conservar diversas frutas. 
La tradición europea de la pastelería se remonta a menudo a la época de la masa quebrada y la masa quebrada que se utilizaba en todo el Mediterráneo en la antigüedad. En el antiguo Mediterráneo, los romanos, griegos y fenicios tenían pasteles masa filo|estilo filo en sus tradiciones culinarias. En las obras de Aristófanes, escritas en el siglo V a. C., se habla de dulces, en particular de pequeños pasteles rellenos de fruta. La cocina romana utilizaba harina, aceite y agua para hacer pasteles que se usaban para cubrir carnes y aves durante la cocción para retener sus jugos, pero estos pasteles no estaban destinados a ser comidos. Tanto los griegos como los romanos tenían dificultades para hacer una buena masa porque utilizaban aceite en el proceso de horneado, y el aceite hace que la masa pierda su rigidez
Durante mucho tiempo, la repostería estuvo asociada a la medicina y la botica. Hipócrates, Dioscórides y Galeno, siguiendo sus pasos, recomendaban medicamentos elaborados con diversos productos, y en los "antidotarios", así como en textos de la Alta Edad Media, se encuentran recetas de dulces, como las jaleas de frutas y los turrones.
Los árabes fueron sin duda los primeros en desarrollar recetas de dulces con una finalidad gustativa, a base únicamente de azúcar (lo que los diferencia de otros postres). Un libro de cocina de Bagdad, fechado en 1226, muestra que ya disponían de un gran número de recetas, lo que demuestra un alto nivel de pericia y constituye un primer esbozo del arte del confitero.
El uso del azúcar en los dulces se desarrolló muy lentamente. Artículo de lujo, no fue hasta el Renacimiento cuando sustituyó por completo a la miel, debido a su precio. Pero a partir de entonces, los descubrimientos en repostería serían inseparables de su evolución.
En la cocina medieval del norte de Europa, los pasteleros podían producir pasteles hermosos y rígidos porque los cocinaban con manteca y mantequilla. Se han encontrado algunas listas de ingredientes incompletas en libros de cocina medievales, pero no una versión completa y detallada. Había pasteles duros y vacíos que sólo comían los sirvientes y que estaban cubiertos con glaseado de yema de huevo para hacerlos más agradables de comer. Los pasteles medievales también incluían pequeñas tartas para agregar riqueza.
Sólo a mediados del siglo XVI comenzaron a aparecer auténticas recetas de repostería Estas recetas fueron adoptadas y adaptadas con el tiempo en varios países europeos, dando lugar a innumerables tradiciones pasteleras conocidas, desde los pastéis de nata portugueses en el oeste hasta los pirozhki rusos en el este. El uso de chocolate en productos horneados occidentales, tan común hoy en día, sólo surgió después de que los comerciantes españoles y portugueses trajeran el chocolate del Nuevo Mundo a Europa a partir del siglo XVI. Muchos historiadores culinarios consideran al pastelero francés Marie-Antoine Carême (1784-1833) como el primer gran maestro de la pastelería de los tiempos modernos.
La pastelería tiene una fuerte tradición en muchas partes de Asia. Los pasteles chinos se elaboran con arroz o diferentes tipos de harina, con rellenos de fruta, pasta de judías dulces o sésamo. Los pasteles de luna son parte de las tradiciones chinas del Festival del Medio Otoño, mientras que el cha siu bao, bollos de cerdo al vapor o al horno, son un elemento habitual en el sabroso menú de dim sum. En el siglo XIX, los británicos introdujeron la repostería al estilo occidental en el Lejano Oriente, pero fue la influencia francesa de Maxim (una cadena de restaurantes de Hong Kong) en la década de 1950 la que hizo que la repostería occidental fuera popular en las regiones de habla china, empezando por la de habla china de Hong Kong. Allí el término "pastel occidental" (西餅) se utiliza para referirse a los pasteles occidentales; de lo contrario, se supone que son pasteles chinos. Otros países asiáticos, como Corea, preparan pasteles tradicionales como el ttok, el hangwa y el yaksik con harina, arroz, frutas e ingredientes específicos de la región para elaborar postres únicos. Japón también tiene pasteles especiales más conocidos como mochi y manjū. La bollería y confitería originaria de Asia se distingue claramente de la procedente de Occidente, que generalmente es mucho más dulce.
Muchos pasteles pueden ser especialmente característicos de una región (Fartón, cañas, Tarta de Santiago, kouign-amann, canelé, etc.) o tradicionalmente específicos de determinadas épocas del año (Roscón de Reyes, Mona de Pascua, Galette des Rois, tronco de Navidad, Panetone etc.).

## Recetas antiguas modernas
Parte de los actuales recetarios de repostería parten de fórmulas antiguas o modernas, fruto del gusto de la gente, frente a los cambios posteriores a los que fueron sometidas las artes culinarias con la adición de nuevos ingredientes para la producción de una nueva serie. Entre los escasos que, respecto a los dulces, han llegado a nuestros días destaca el escrito a fines del siglo XIV por el juez municipal y repostero Carlos Payán Romero (Camas, 1845-1931), de gran interés por cuanto aporta las recetas reposteras que heredó o recreó, algunas de las cuales (por ejemplo la del 'tocino del cielo'), por la razón apuntada, nada tienen que ver, salvo en el nombre, con las actuales. Así, el aficionado a los gustos originales podrá elaborar, con la metrología decimonónica y entre un centón de recetas, las tortillas de leche, el pan de rey, las torrijas de bizcocho, las puchinas, el alfajor, el polvorón, la cuajada de bizcochos, los mostachones, el dulce de cáscara de sandía, los pelluscos, el bienmesabe, las manzanas en pobre, la rosa de dulces, los bizcochos mexicanos, el pan francés o las tortas de aceite. Anualmente el premio Coupe du monde de la patisserie se elige a una persona como mejor repostera del mundo.

## Preparación

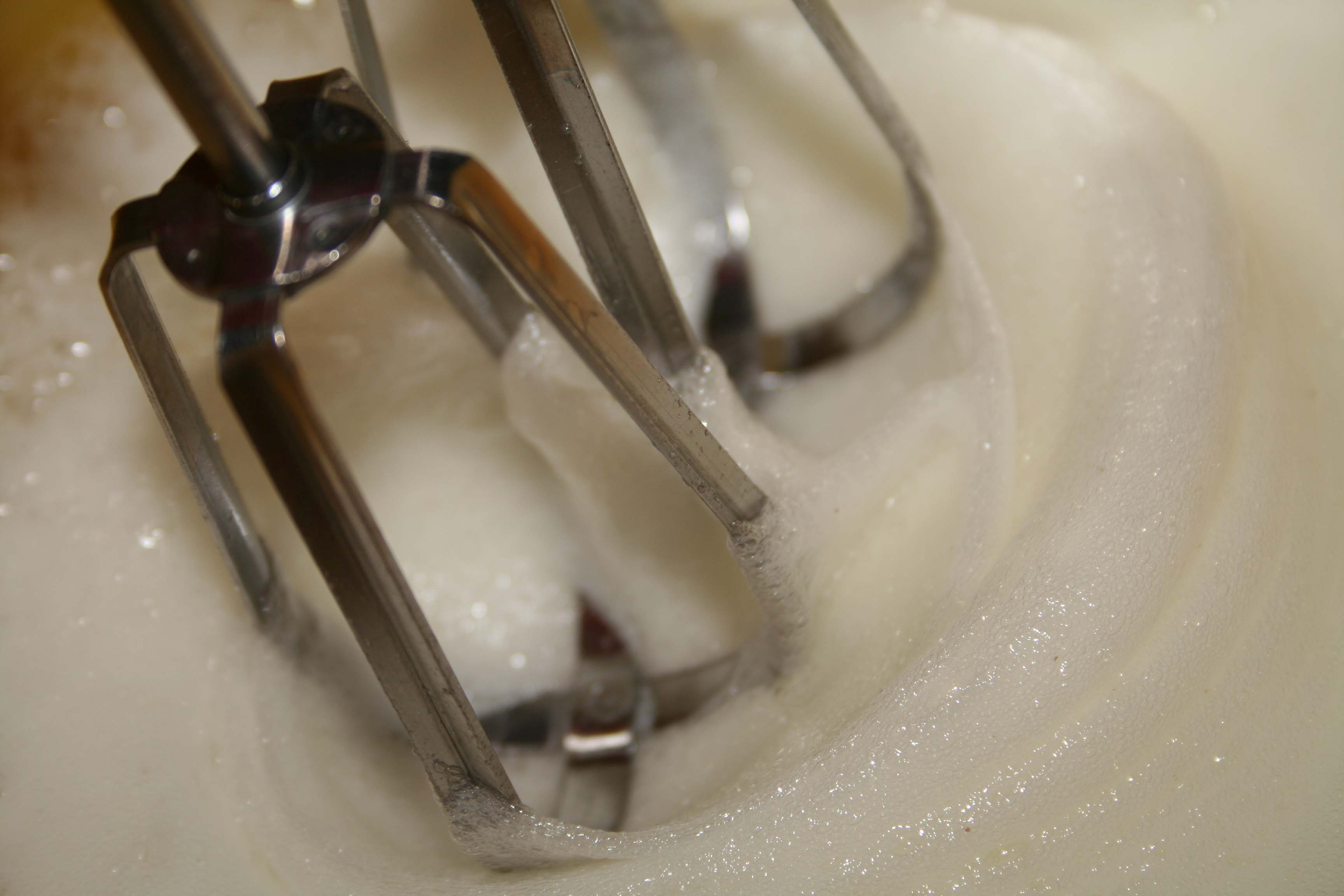
Elaboración de merengue montando claras de huevo o aquafaba en una máquina batidora.

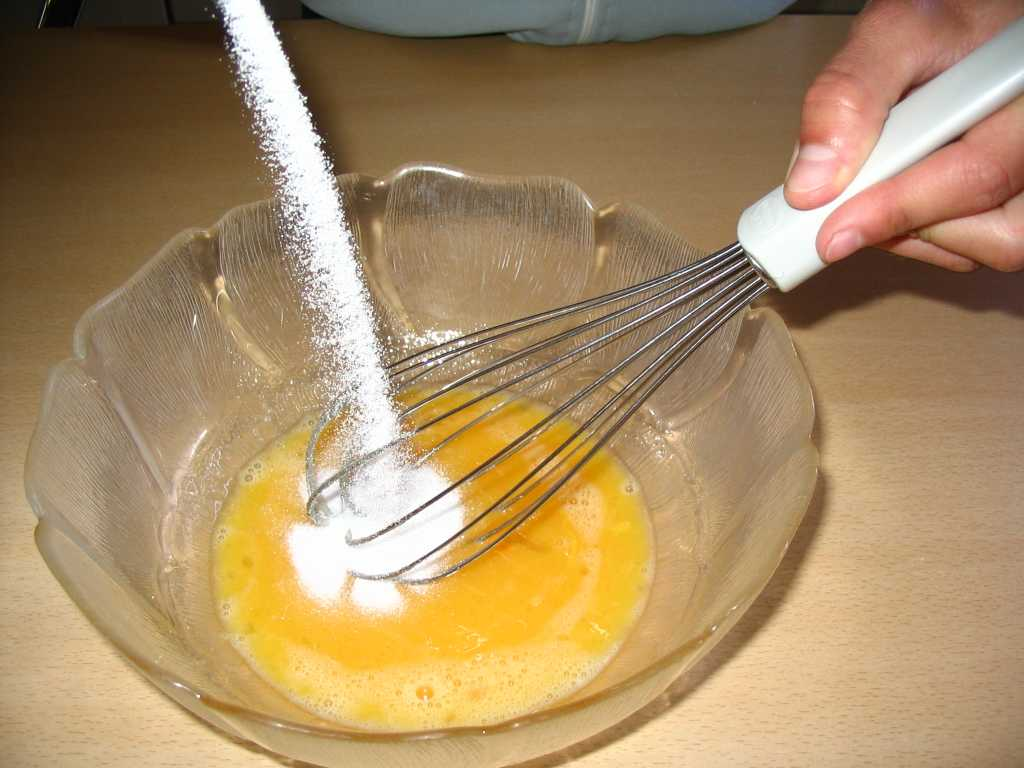
Mezclando huevos y azúcar, pasos preliminares para preparar muchos pasteles como por un ejemplo un brownie.

A diferencia de otros alimentos preparados con harina de trigo como el pan, donde el objetivo es amasar la mezcla explotando las propiedades elásticas del gluten, los preparados en repostería suelen tratar de mantener al mínimo la agitación de la masa, una vez agregada la harina. Los reposteros optan por usar ingredientes como la levadura o el bicarbonato sódico (polvo de hornear) cuando quieren generar burbujas de aire en la masa y el alimento final. Esto hace que los pasteles sean tradicionalmente esponjosos, en vez de gomosos.
Suele usarse para casi todos los alimentos de la repostería:
- Azúcar
- Huevos
- Harina
- Mantequilla
- Vainilla
- Chocolate
- Crema
- Levadura
- Leche

Es importante aquí cuidar las proporciones ya que un error puede arruinar el resultado.
Algunos postres llevan adentro trozos de fruta. Otros pueden llevar en su lugar, o adicionalmente, una capa de crema decorativa sobre su exterior.

### Pasteles con capas

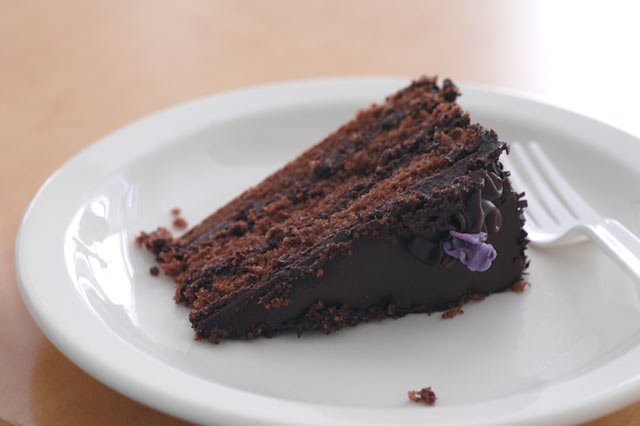
Porción de tarta de chocolate con capas.

Los pasteles de varias capas suelen prepararse utilizando varios bizcochos delgados que luego son colocados uno sobre el otro formando las capas, con crema o fruta entre cada capa. El producto terminado suele cubrirse con crema u otra decoración. Suele cortarse y servirse como si la separación entre capas no existiera.
En algunas ocasiones, se pueden agregar los ingredientes separando las capas antes de meter el pastel al horno. A veces también se corta un pastel grande horizontalmente para crear las capas con el objetivo de introducir crema o fruta entre ellas. En este caso debe hacerse con sumo cuidado para evitar que se rompan o se desmoronen las capas.
Cuando las capas están separadas por columnas (como sucede en un pastel de bodas) o cuando cada capa tiene un diámetro distinto (generalmente dándole al pastel una apariencia de pirámide escalonada) se le llama piso a cada capa y suelen comerse por separado.

## Decoración

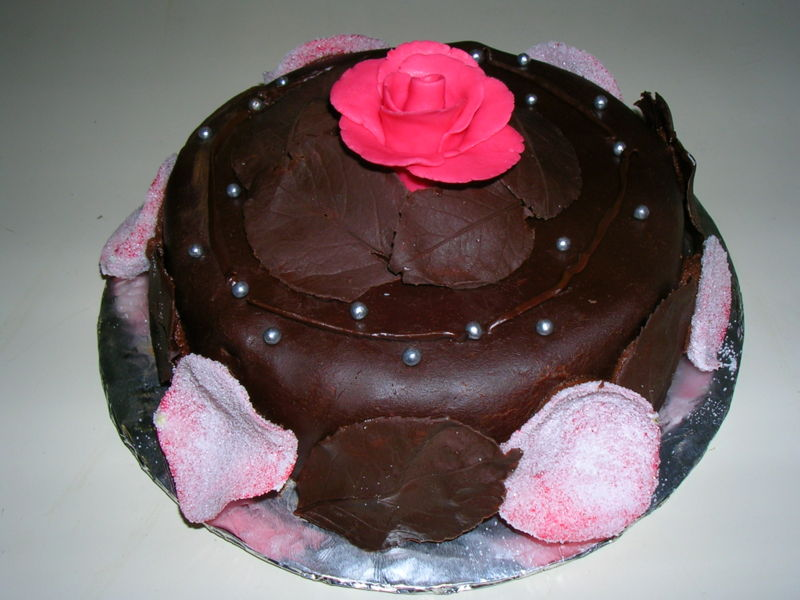
Tarta decorada con crema de chocolate, pétalos de rosa comestibles y hojas de chocolate.

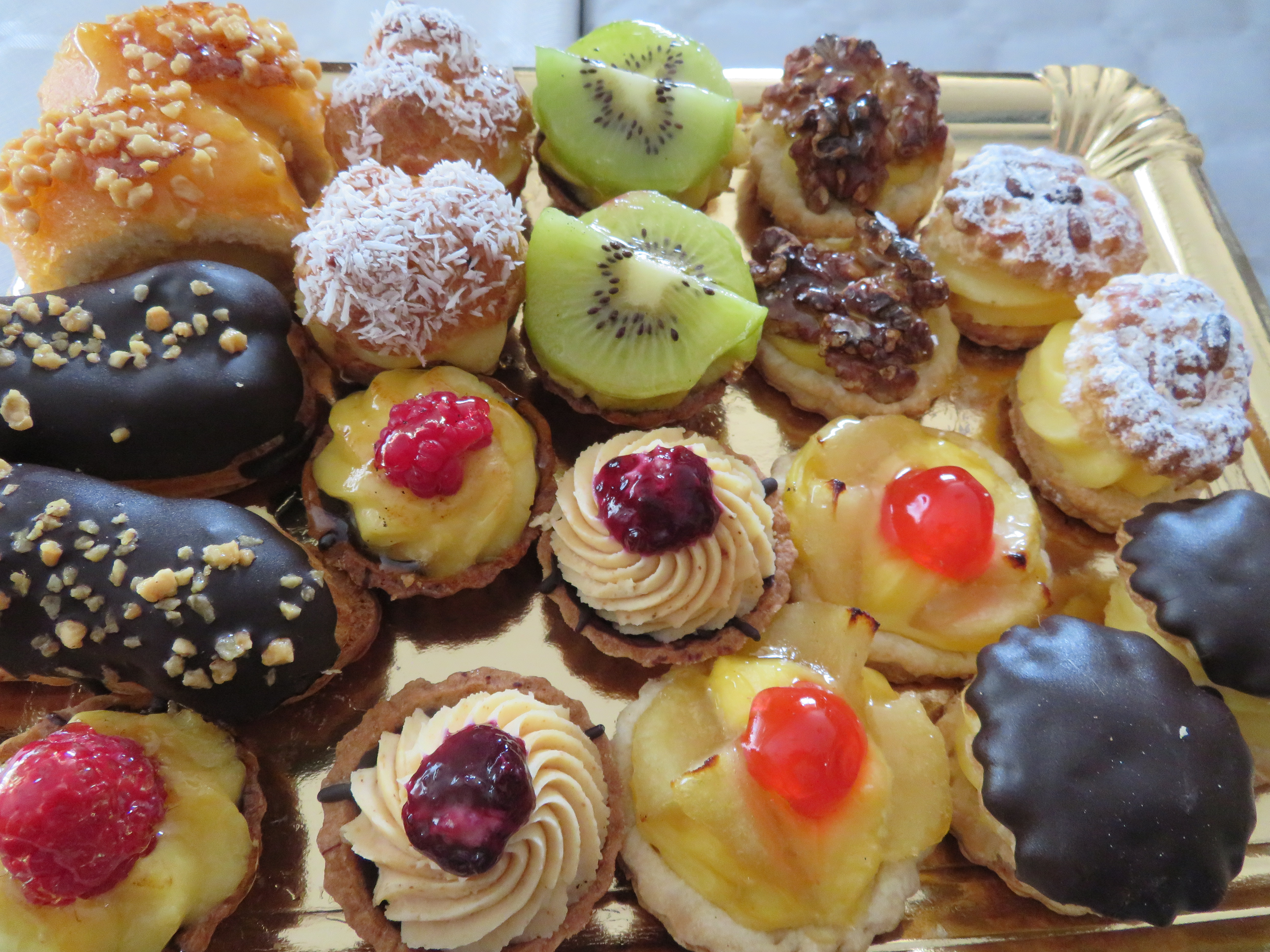
Bandeja de repostería.

Una vez que se termina de hornear un pastel, se le suele decorar con diversas cubiertas cremosas o de azúcar y elementos que aporten tanto sabor como diseño, entre estos últimos tenemos frutas, nueces, chispas de chocolate o de dulce, entre otros. 
Entre las cubiertas o frostings más populares se encuentra el ganache de chocolate, la crema de mantequilla, la crema batida, la crema chantillí, cobertura de chocolate, crema de queso y la pasta de azúcar o fondant. Ésta es la parte más célebre del proceso, incluso al punto de que aparte de las clases de pastelería existen cursos especiales para la decoración de pasteles.
En cuanto a las cremas, betunes o glaseados, estas se realizan con materia grasa y azúcar y dependiendo de la textura, el sabor y el color se agregan más ingredientes. Algunos ejemplos de materia grasa son mantequilla, manteca vegetal, queso crema, chocolate, entre otros. El azúcar que se usa en la mayoría de los casos es azúcar glas o de repostería, que no es más que azúcar normal molida hasta que esté extremadamente fina para que así pueda tener una mínima o nula sensación granulosa o ser espolvoreada o dejada caer en forma de nieve sobre el pastel. Para el sabor se utiliza la cocoa, vainilla, frutas, licores o saborizantes artificiales. 
El color puede ser agregado por los mismos ingredientes o en su defecto se le agrega color artificial. Para aplicar este tipo de cubierta al pastel se utilizan las espátulas, pueden ser rectas o en forma de “L”, existen de diversos tamaños y espesores, dependiendo del tipo de cubierta a aplicar y de lo prolijo que se requiera el diseño de decoración.  
En cuanto a los detalles se aplican con equipo especial, tales como inyectadoras o mangas con boquillas especiales. Los distintos colores de las cremas se usan para hacer formas sobre la superficie del pastel, tales como para escribir "Feliz Cumpleaños", dibujar un personaje de dibujos animados, etc.  
A finales del siglo XX, se hicieron disponibles al público nuevos productos para la decoración de pasteles. Estos incluyen esparcidores especiales de chispas y métodos para transferir una imagen impresa a un pastel. A veces se le agregan adornos preconfeccionados al pastel como números o figuras plásticas o comestibles. También existen hojas de chocolate que pueden ser colocadas donde se desee.  
El fondant es una alternativa más para la decoración de pasteles es una pasta laminada hecha a base de agua y azúcar, su nombre proviene del francés y significa: “que se funde” y hace referencia a la sensación física al momento de comerlo. Este material es completamente moldeable, se pueden crear figuras, flores o cualquier cosa por lo es una de las grandes ventajas ya que abre la puerta a la creatividad. Para hacer fondant existen varias recetas y sabores, lo que sí es un hecho es que hay que tener paciencia y dedicación para trabajarlo y esperar hasta que esté completamente seco para poder manipularle mejor.

## Utensilios de repostería
Molde para gofres, uno de los muchos utensilios que se utilizan en la repostería.
Algunos utensilios se utilizan con frecuencia, son:
- Cubiertos y rascador;
- El batidor, mecánico, eléctrico o manual;
- La jarra medidora para líquidos y la báscula doméstica para sólidos;
- Recipientes varios: cuencos,  cacerolas, etc., utilizados en la preparación o presentación;
- El rodillo de cocina y la plancha de repostería;
- La manga pastelera y los molde para darle forma a los dulces;
- Películas de papel, plástico, papel de aluminio;
- colador chino  y otros similares;
- La licuadora;
- El tazón para mezclar.

## Repostería como profesión
Muchos productos de repostería requieren mucho tiempo y mano de obra. La presentación es un aspecto importante en la preparación tanto de la repostería como de los postres. El trabajo suele ser físicamente exigente y requiere atención al detalle y largas jornadas. Los pasteleros también son responsables de crear nuevas recetas para incluir en los menús y trabajan en restaurantes, bistrós, grandes hoteles, casinos y panaderías. La cocción se suele realizar en una zona ligeramente separada de la cocina principal. Esta sección de la cocina se encarga de elaborar pasteles, postres y otros productos horneados

## Establecimientos

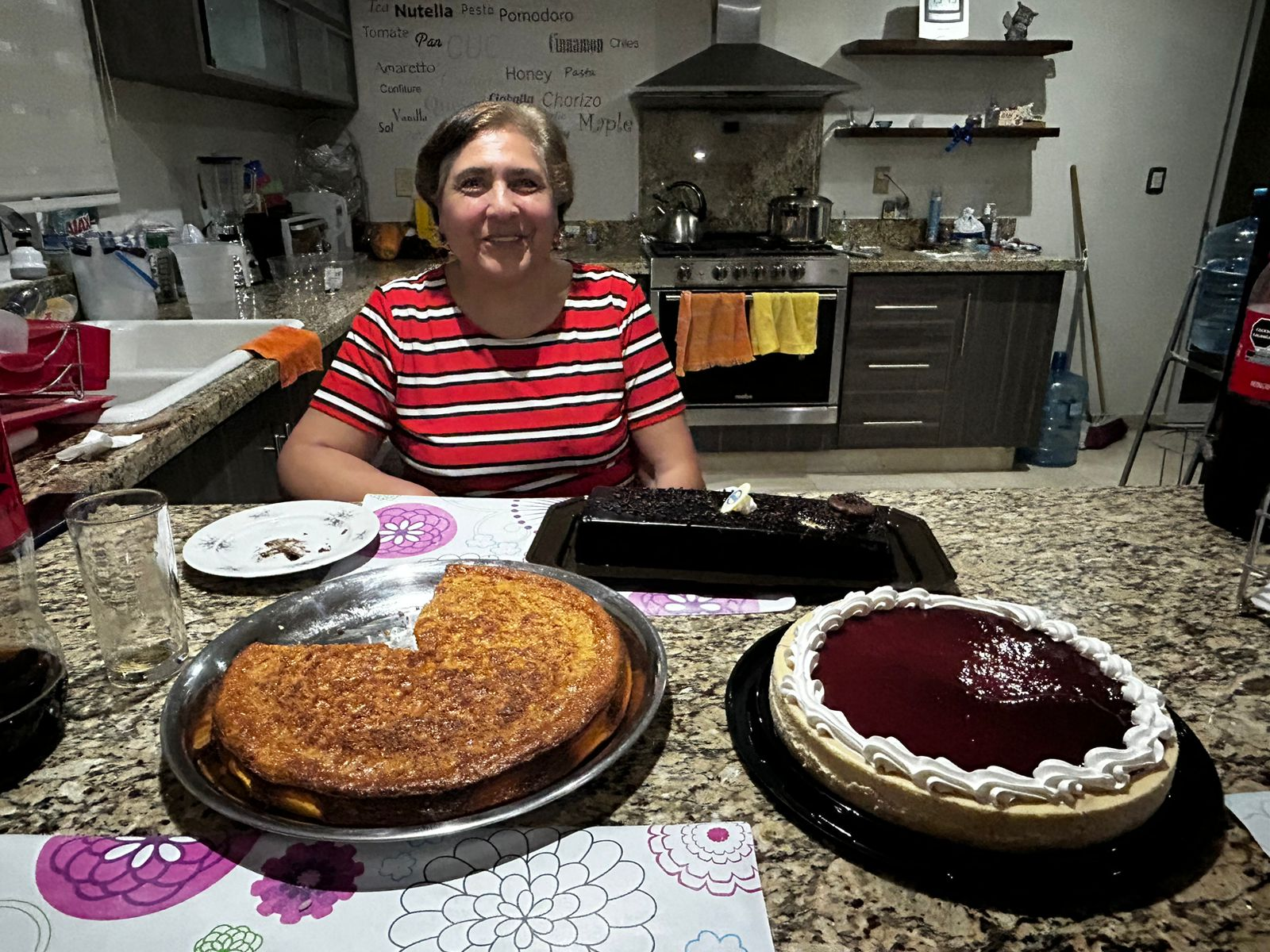
Establecimiento tipo negocio familiar, de una repostera, con sus productos y equipamiento.

Los establecimientos donde se venden tartas, también pueden denominarse confiterías y cuando sólo tienen tartas se denominan tartería o pastelería. A menudo las pastelerías también venden pan y otros alimentos salados, pasando así a llamarse de manera general panaderías.
También pueden vender numerosos otros artículos como refrescos o cereales o caramelos y otros dulces, sirviendo de tienda de conveniencia, cafeterías y/o restaurante de paso.
Las pastelerías a menudo se especializan en hacer pasteles para bodas, cumpleaños o santos. También pueden recibir encargos de hoteles o centros de convenciones que buscan conseguir postres de buena calidad en eventos donde pueden reunirse personas de varios países.
Las panaderías/pastelerías se pueden dividir en:
- Fábricas u obradores. A menudo producen los pasteles para luego transportarlos a numerosos puntos de venta a lo largo de una región. Normalmente trabajan para tiendas similares.
- Negocios familiares. Pueden especializarse en productos de un tipo específico, tales como pasteles con recetas originarias de un país en específico
- Franquicias. Forman parte de cadenas de pastelerías. Sus pasteleros y/o panaderos suelen seguir recetas predeterminadas por la compañía que franquicia, que es la que establece la gama de productos. También puede establecer la decoración, los proveedores de materias primas y otros insumos.

Las pastelerías pueden ser asimismo artesanales.